# Eduard Strasburger
Eduard Adolf Strasburger (1. únor 1844, Varšava – 18. květen 1912, Bonn) byl polsko-německý botanik, odborník v oblasti cytologie rostlin. Jako první popsal dělení buněk rostlin.

## Život
Vystudoval biologii na univerzitách v Paříži, Bonnu a Jeně, kde získal doktorský titul roku 1866. Poté učil na univerzitě ve Varšavě (1868), Jeně (1869–1880) a Bonnu (1880–1912). Navázal na výzkumy Wilhelma Hofmeistera.
Roku 1877 publikoval v díle "O oplodnění a dělení buněk" (Über Befruchtung und Zelltheilung) popis procesu dělení buněk uvnitř zárodečného vaku.
Roku 1882 zavedl pojem cytoplazma a nukleoplazma. Jeho terminologie se užívá dodnes. V roce 1884 publikoval popis oplodnění kapraďorostů a vyšších rostlin. Roku 1905 získal Zlatou medaili Linného společnosti.